# 三滝橋 (広島市)
三滝橋（みたきばし）は、広島県広島市の太田川（太田川放水路）に架かる道路橋。

## 概要
西詰交差点上流側に三滝駅があり、徒歩で2分ぐらいの位置にある。上流に広島県道277号古市広島線筋の新庄橋、下流にJR可部線の鉄橋がある。
三瀧寺の参道筋に古くからあった橋で、かつては広島デルタ最西側にあった山手川（拡幅され太田川放水路に）に架かる橋であった。1932年（昭和7年）太田川放水路工事が決定した。ただし実際に工事が進められたのは戦後からである。
1945年（昭和20年）8月6日広島市への原子爆弾投下の際には崩壊はしなかった。被爆時渡っていた人物が爆風で10mほど飛ばされたという。その後避難所となった三瀧寺を目指し多くの被爆者がこの橋を渡った。のちに三滝橋付近にも臨時救護所が設けられた。被爆ピアノ「明子さんのピアノ」の元所有者は、当時八丁堀にあった広島財務局で被爆し、逃げたが三滝橋近くで力尽き蹲っていたところ、父親に発見され翌日自宅で死去した。
その後放水路改修工事にともない、1961年に現在のものに架けられた。他の橋と比べ細い橋脚が特徴。東側の河川敷は憩いの場として活用されている。この付近の放水路は汽水域にあたり、様々な魚類が生息し、釣り大会が行われている。
|  | 地図 |